# Parnay (Maine-et-Loire)
Parnay é uma comuna francesa na região administrativa da Pays de la Loire, no departamento de Maine-et-Loire. Estende-se por uma área de 6,54 km². Em 2010 a comuna tinha 446 habitantes (densidade: 68,2 hab./km²).